# Metadrosus bellus
Espèce
Sous-espèces de rang inférieur
- Metadrosus bellus bellus (Kraatz, 1859)
- Metadrosus bellus convexifrons (Desbrochers, 1871)

Synonymes
- Chaerodrys elegans Faust, 1890[1]
- Foucartia bellus Kraatz, 1859
- Polydrosus capito Weise, 1891

Metadrosus bellus est une espèce de coléoptères de la famille des Curculionidae, de la sous-famille des Entiminae et de la tribu des Polydrusini. Elle est trouvée dans le Sud de l'Europe.